# Vulturul (constelație)
Vulturul (în latină: Aquila) este o constelație de pe cerul boreal. Cea mai strălucitoare stea a ei, Altair (α Aql), face parte din asterismul Triunghiul de vară. 

## Descriere și localizare

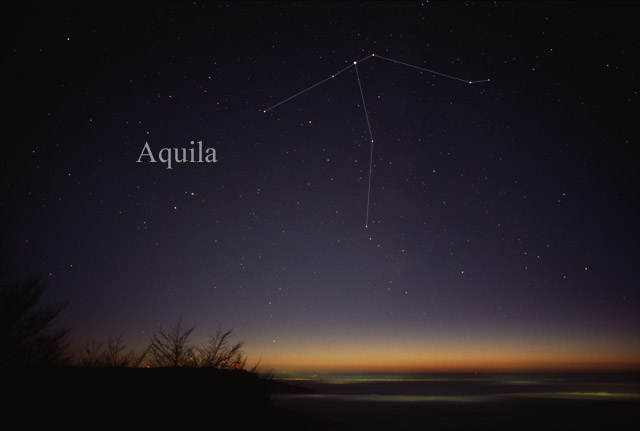
Constelația Vulturul văzută cu ochiul liber. Pentru identificarea mai ușoară au fost trasate linii între stele.

Cea mai bună perioadă pentru observarea constelației este luna septembrie. 

## Istorie
Romanii au denumit constelația Vultur Volans, care înseamnă vulturul ce zboară. 

## Obiecte cerești

### Stele
Conține stelele: Altair (Alpha Aquilae), Alshain (Beta Aquilae), Tarazed (Gamma Aquilae), Deneb el Okab (Epsilon Aquilae), Deneb el Okab (Zeta Aquilae), Bezek (Eta Aquilae), Tseen Foo (Theta Aquilae), Al Thalimain (Iota Aquilae), Al Thalimain(Lambda Aquilae).